# 日立航空機
日立航空機株式会社（ひたちこうくうき-）は、第二次世界大戦まで軍用航空機、及び航空機用エンジンの製造を行っていた企業である。
初の国産航空機エンジン「神風」を開発した東京瓦斯電気工業が1939年（昭和14年）2月に日立製作所へ経営権を譲渡し、その航空機部門を同年5月に分離独立して出来た会社で、1941年（昭和16年）1月から終戦までの間に航空機4機種1,783機とエンジン14機種13,571基を製造した。これは同期間中の日本の総生産数の2.6 %と11.6 %に相当する。
航空機メーカーとはいえ、中島、三菱、川崎、川西の様な機体設計などはわずかな試作機を除き行わず、練習機の製造と、練習機用小型エンジンの製造供給が主であった。戦時中の最盛期には5箇所に工場を持ち、計34,000人を超える従業員が在籍していた。

## 生産されていた機体
- 三式初歩練習機、生産実績：89機（1939年5月 - 1940年10月、羽田工場）
- 日立式二型練習機、生産実績：1機（1940年春試作のみ、大森工場）
- TR-2中型旅客機、生産実績：1機（1940年10月）
- 九三式中間練習機、生産実績：1,400機（1940年12月 - 1942年11月、1943年5月 - 1944年11月、羽田工場）
- HT-3中型旅客機、生産実績：0機（1940年頃計画中止）
- 二式初歩練習機、生産実績：61機（1943年4月 - 1943年8月、羽田工場）
- 零式戦闘練習機、生産実績：279機（1944年5月 - 1945年7月、千葉工場）[2]

零式艦上戦闘機や銀河双発爆撃機の製造計画が進められていたが、空襲や疎開の影響で生産能力が落ち、終戦までに練習機以外が量産されることはなかった。また、千葉工場でのハインケル100型戦闘機の国産化が計画されたこともあったが、実現していない。

## 生産されていたエンジン
- 金星43（大森工場）
- 天風11/12/15/21/31（大森工場、千葉工場）
- 初風11（大森工場）
- ツ11（千葉工場）[3]
- ハ12/13/13甲/26/42/112（立川工場）

## 工場
大森工場
東京瓦斯電気工業時代からの工場で、1944年（昭和19年）後半までエンジン製造が主であった。千葉工場の拡充に伴って多数の人員が千葉のエンジン組立ラインへ移され、以降は千葉工場への部品供給を担った。
東京瓦斯電気工業初の航空機である千鳥号は同社製エンジンの神風を搭載し、大森工場の一角に設けられた機体工場で製造された。また、東京帝国大学航空研究所の航研機も大森工場で製造されている。後に機体生産の拡大によって、羽田工場が興された。
羽田工場
東京瓦斯電気工業時代からの工場で、1944年（昭和19年）後半まで機体製造が主であった。千葉工場の拡充に伴って多数の人員が千葉の機体組立ラインへ移され、以降は千葉工場への部品供給を担った。三式初歩練習機、九三式中間練習機、二式初歩練習機は羽田工場で生産されていた。
立川工場
東京瓦斯電気工業時代からの工場で、現在の東京都東大和市桜が丘にあり、最盛期には14,000人の従業員を要する日立航空機最大のエンジン製造工場であった。1944年（昭和19年）には月産350基を製造し、全社エンジン生産量の半数を占めた。
1945年（昭和20年）2月17日と同年4月24日に立川飛行場や立川飛行機と共に攻撃され（立川空襲）、組立工場、熱処理工場、治工具工場が完全に破壊されるなど、人員に多数の死傷者を出し工場の50 %が壊滅した。空襲激化によって疎開計画が実施され、津田塾大学を始めとする学校や、工場周辺の土地、武蔵村山市の横田トンネル工場、物見山近くの八州地下工場に設備と人員が移された。1946年（昭和21年）6月に疎開が完了する予定であった八州地下工場は、工事が約20 %進捗した時点で終戦を迎えた。
空襲の弾痕の跡が生々しく残る旧日立航空機立川工場変電所は、小松ゼノア時代の1993年（平成5年）まで現役として稼動し続け、東大和市指定文化財（史跡）として都立東大和南公園内に保存されている。なお東京都東大和市の南街の由来は、同工場の従業員居住地区として開発された事による。
千葉工場
1935年（昭和10年）に海軍航空本部長となった山本五十六中将の航空産業拡大の要求で、日本の航空機産業を育成するために、山本は三井、住友、日立などの大会社にも航空産業に参入してもらえないかと考えていた。これに応じて建設された工場である。所在地は千葉郡蘇我町（現：千葉市中央区蘇我）沖の埋立地。1940年（昭和15年）に進出が決定し、内務省の指示で直ちに埋め立てが始まった。1942年（昭和17年）4月に操業を開始し、エンジンと機体の両方を製造する。最盛期には12,000人の従業員が在籍した。当初は大森工場や羽田工場へ部品供給や部分組立を行っていたが、1944年（昭和19年）後半以降は千葉工場の生産ラインが立ち上がり、大森・羽田両工場の生産を引き継いだ。零式戦闘練習機は千葉工場で生産されたが、部品供給元への米軍の攻撃による部品不足や、空襲による生産中断のため、生産数は計画されていた生産能力の半数強に留まった。
ハインケル社のクルト・シュミット技師が機体製作所に駐在し、銀河双発爆撃機の量産組立ライン整備の支援を行ったが、終戦により銀河の製造は実現しなかった。
空襲をさけるため疎開計画を実施し、東京帝国大学第二工学部や千葉県立高等女学校などの学校や周辺地域への疎開を行った。大規模なものでは現在の千葉県大網白里市に多数のトンネルと半地下式の建物から成る大規模な地下工場を建設し、工事が約40 %進捗した時点で終戦を迎えた。1945年（昭和20年）5月8日と同年6月10日と同年7月7日に攻撃（千葉空襲）を受けたが、既に工作機械の疎開が実施されており、生産能力への直接の影響は比較的軽微であった。
川崎鋳造所
クランクケースなどの鋳造部品を各工場に供給するため、1939年（昭和14年）7月に建設された。

## 戦後
企業再建整備法の規定により第二会社として、1949年（昭和24年）8月に東京瓦斯電気工業株式会社を設立。エンジンやポンプなど民需産業として再出発した。その後、1953年（昭和28年）5月に富士自動車株式会社と合併し、富士自動車株式会社立川工場となる。1962年（昭和37年）6月に小松製作所と業務提携。1972年（昭和47年）4月に大日本機械工業株式会社と合併、ゼノア株式会社に改称。1979年（昭和54年）10月に小松部品株式会社と合併、小松ゼノア株式会社に改称。2007年（平成9年）4月に吸収分割され、現在はコマツユーティリティ株式会社とハスクバーナ・ゼノア株式会社に歴史が引き継がれている。
千葉工場で働いていた人々によって千葉製粉株式会社が1947年（昭和22年）11月に創設され、工場跡地に残っていたボイラー工場を製粉工場に転用し、操業を開始した。その後、千葉港の食品コンビナート構想に伴って千葉県美浜区新港に新工場を建設し移転した。
2008年（平成10年）に「企業再建整備法に基づく決定整備計画実行のすべての業務を完了し再生した」として「日立航空機株式会社」を名乗る法人が現れた。これに対し日立製作所は、この会社が日立グループとは無関係であると発表している。

## 参照
1. ↑  『太平洋戦争中の日立航空機株式会社』p.2
2. ↑  以上、1939年5月から1945年7月までの延べ生産実績1,829機は、『太平洋戦争中の日立航空機株式会社』付録A.全体生産計画、能力対実績表による。J・B・コーヘン『戦時戦後の日本経済』上巻p.318は、1941年から1945年の生産数を1,783機としており、『太平洋戦争中の日立航空機株式会社』p.2の数字と一致し、付録Aの同時期の生産数1,737機と異なっている。『戦時戦後の日本経済』と付録Aの年別生産数を比較すると、1941年から1944年までは一致しているが、1945年の数字に差異が生じており、『戦時戦後の日本経済』は201機に対し、付録Aは155機となっている。
3. ↑  『太平洋戦争中の日立航空機株式会社』p.2では大森工場となっている。しかし、同p.14には他の場所で製造されたハ11（初風）が千葉工場でツ11に改造されたとあり、p.20 - 22には千葉工場で撮影されたツ11の写真が掲載されている。付録A.全体生産計画、能力対実績表では初風と同じ行にまとめられており、1945年（昭和20年）は千葉工場でツ11（初風+JET）を製造とあり、5月から7月までに63基が製造されている。
4. ↑  当時航空機産業に参入していたのは中島を筆頭に、三菱、川崎、川西があるが、このうち川崎は海軍との取引がなく、川西は水上機・飛行艇に特化していた。
5. ↑  これに対し日立側は技術者の戦時動員の免除を条件として要求した。
6. ↑  ゼノア/会社沿革、ハスクバーナ・ゼノア株式会社
7. ↑  「シンプルな事業を核に、挑戦し続ける千葉の製粉会社」、千葉商工会議所
8. ↑  沿革、千葉製粉株式会社
9. ↑  日立航空機株式会社
10. ↑  日立航空機株式会社との関係について